# Apex Predator – Easy Meat
| Совокупная оценка | Совокупная оценка |
| Источник          | Оценка            |
| ----------------- | ----------------- |
| Metacritic        | 89/100            |
| Оценки критиков   |                   |
| Источник          | Оценка            |
| AllMusic          | [ 2 ]             |
| Clash             | 8/10              |
| Exclaim!          | 9/10              |
| MetalSucks        | [ 5 ]             |
| Revolver          | [ 6 ]             |
| Pitchfork         | 7.9/10            |
| The Quietus       | Favourable        |
| SF Media          | [ 9 ]             |

Apex Predator – Easy Meat — пятнадцатый студийный альбом британской грайндкор-группы Napalm Death, выпущен 26 января 2015 года на лейбле Century Media.

## Релиз
В октябре 2014 в пресс-релизе группа сообщила о работе над новым альбомом и огласила названия некоторых песен. Песня «Cesspits» стала первой песней, которую услышала публика, также песня дебютировала в журнале «Terrorizer» в ноябре 2014. В декабре 2014 группа огласила список композиций и обложку альбома. В январе 2015 песня «How the Years Condemn» стала доступна для прослушивания онлайн на сайтах «Stereogum» и «Metal Hammer».
Лейбл Century Media выпустил альбом в разных странах между 26 и 30 января на CD, виниле и MC в разных изданиях и с разными бонус-треками, плакатами и расширенными буклетами, в зависимости от издания.
Альбом получил после выхода много позитивных отзывов критиков. Отмечалось его относительно экспериментальное для грайндкора звучание. В частности, Metacritic присвоил ему 89 баллов из 100.

## Список композиций
| №   | Название                                                             | Длительность |
| --- | -------------------------------------------------------------------- | ------------ |
| 1.  | «Apex Predator – Easy Meat»                                          | 3:46         |
| 2.  | «Smash a Single Digit»                                               | 1:26         |
| 3.  | «Metaphorically Screw You»                                           | 2:05         |
| 4.  | «How the Years Condemn»                                              | 2:43         |
| 5.  | «Stubborn Stains»                                                    | 3:03         |
| 6.  | «Timeless Flogging»                                                  | 2:26         |
| 7.  | «Dear Slum Landlord...»                                              | 2:00         |
| 8.  | «Cesspits»                                                           | 3:33         |
| 9.  | «Bloodless Coup»                                                     | 2:32         |
| 10. | «Beyond the Pale»                                                    | 3:04         |
| 11. | «Stunt Your Growth»                                                  | 2:06         |
| 12. | «Hierarchies»                                                        | 3:14         |
| 13. | «One-Eyed»                                                           | 2:49         |
| 14. | «Adversarial / Copulating Snakes» (Track 16 on mediabook CD edition) | 5:17         |

| №   | Название                   | Длительность |
| --- | -------------------------- | ------------ |
| 15. | «Critical Gluttonous Mass» | 2:31         |

| №   | Название       | Длительность |
| --- | -------------- | ------------ |
| 15. | «Oh So Pseudo» | 1:42         |

| №   | Название                                                | Длительность |
| --- | ------------------------------------------------------- | ------------ |
| 14. | «What is Past is Prologue»                              | 1:38         |
| 15. | «Oh So Pseudo»                                          | 1:42         |
| 17. | «Clouds of Cancer / Victims of Ignorance» (G-ANX cover) | 2:06         |

## Позиции в чартах
| Чарт (2015)                            | Позиция |
| -------------------------------------- | ------- |
| Бельгия/Фландрия (Ultratop)            | 103     |
| Бельгия/Валлония (Ultratop)            | 111     |
| Франция (SNEP)                         | 99      |
| Германия (Media Control)               | 36      |
| Швейцария (Schweizer Hitparade)        | 64      |
| UK Top Rock Albums                     | 15      |
| США (Billboard Top Hard Rock Albums)   | 10      |
| США (Billboard Top Heatseekers Albums) | 2       |
| США (Billboard Independent Albums)     | 25      |
| США (Billboard Top Rock Albums)        | 28      |
| США (Billboard Top Tastemaker Albums)  | 12      |